# Trenčianska Turná
Trenčianska Turná je naseljeno mjesto u okrugu Trenčín u  Trenčínskom kraju u Slovačkoj.

## Stanovništvo
| Godina:     | 1993. | 2003.   | 2013.    | 2023.    |
| ----------- | ----- | ------- | -------- | -------- |
| Broj ljudi: | 2459  | 2690    | 3144     | 3540     |
| Razlika:    |       | +9,39 % | +16,87 % | +12,59 % |

| Godina:     | 2022. | 2023.   |
| ----------- | ----- | ------- |
| Broj ljudi: | 3576  | 3540    |
| Razlika:    |       | -1,00 % |

Prema podacima o broju stanovnika iz 2023. godine naselje je imalo 3540 stanovnika.

## Vanjske poveznice
|  | Zajednički poslužitelj ima još gradiva o temi Trenčianska Turná |

- Službena stranica naselja (sl.)